# Jesús Torres
Jesús Torres (nascido em 30 de agosto de 1954) é um ex-ciclista venezuelano.
Torres competiu representando a Venezuela nos Jogos Olímpicos de 1980 em Moscou, onde terminou em vigésimo lugar na prova de estrada.